# Olena Kostevytch
Olena Dmytrivna Kostevytch (en ukrainien : Олена Дмитрівна Костевич, Olena Dmytrivna Kostevych), née le 14 avril 1985 à Khabarovsk (RSFS de Russie), est une tireuse sportive ukrainienne.

## Palmarès
Elle est sacrée championne olympique aux Jeux de 2004 à Athènes en pistolet à 10 mètres. Aux Jeux olympiques de 2012 à Londres, elle remporte deux médailles de bronze, l'une en pistolet à 10 mètres et l'autre en pistolet à 25 mètres.
Aux Jeux olympiques d'été de 2020, elle se classe 4e dans la compétition de pistolet à air comprimé à 10 mètres.
Elle est médaillée d'or en pistolet à air comprimé à 25 mètres par équipes et médaillée de bronze en pistolet à air comprimé à 10 mètres aux Jeux européens de 2023 à  Cracovie.